# Mishima-Preis

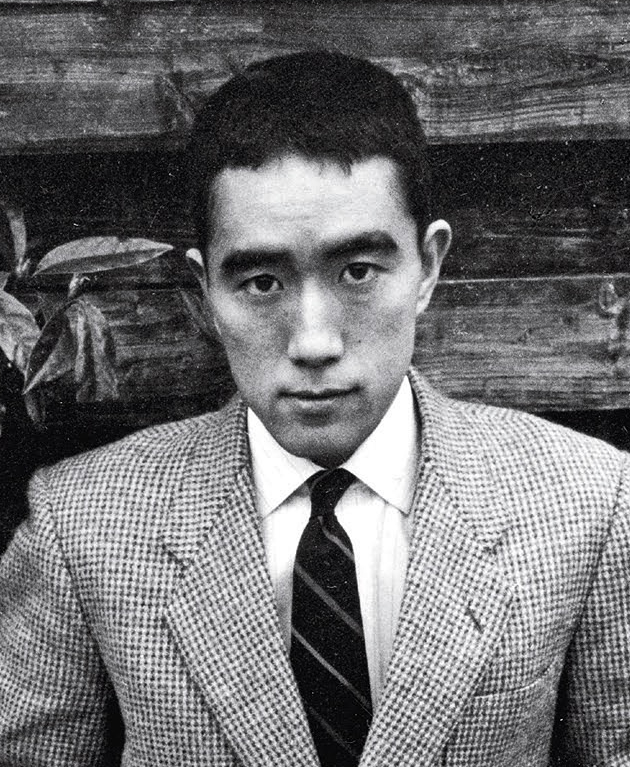
Mishima Yukio (1955)

Der Mishima-Preis (jap. 三島由紀夫賞, Mishima Yukio Shō) wird im Gedenken an den japanischen Schriftsteller Mishima Yukio vom Verlag Shinchōsha verliehen.
Der Verlag Shinchōsha vergab ursprünglich von 1954 bis 1967 den Shinchōsha-Literaturpreis (新潮社文学賞, Shinchōsha Bungakushō) und danach von 1969 bis 1987 den Großen Preis für japanische Literatur (日本文学大賞, Nihon Bungaku Daishō). Dieses Engagement setzt der Verlag seit 1988 mit der jährlichen Vergabe des Mishima-Preises fort. Der Preis wird verliehen für Romane (小説), Literaturkritiken/Essays (評論), Lyrik (詩歌) und Dramen (戯曲). Das Auswahlkomitee wird für einen Zeitraum von jeweils 4 Jahren berufen.

## Preisträger
- 1988 Takahashi Genichirō für Yūga de Kanshōteki na Nippon Yakyū (優雅で感傷的な日本野球)
- 1989 Ōoka Akira für Tasogare no Storm Seeding (黄昏のストーム・シーディング, Tasogare no Sutōmu Shīdingu)
- 1990 Hisama Jūgi für Seikimatsu Geigeiki (世紀末鯨鯢記)
- 1991 Saeki Kazumi für A Loose Boy (ア・ルース・ボーイ, A Rūsu Bōi)
- 1992 nicht vergeben
- 1993 Kurumatani Chokitsu für Shiotsubo no Saji (塩壺の匙) und Fukuda Kazuya für Nihon no kakyō (日本の家郷)
- 1994 Shōno Yoriko für Nihyakkaiki (二百回忌)
- 1995 Yamamoto Masayo für Midoriiro no Nigotta Ocha Arui wa Kōfuku no Sampōmichi (緑色の濁ったお茶あるいは幸福の散歩道)
- 1996 Matsuura Hisaki für Orikuchi Shinobu Ron (折口信夫論)
- 1997 Higuchi Satoru für Sangen no Yūwaku: Kindai Nihon Seishinshi Oboegaki (三絃の誘惑 近代日本精神史覚え書)
- 1998 Kobayashi Kyōji für Kabuki no Hi (カブキの日)
- 1999 Suzuki Seigō für Rock’n’Roll Missing (ロックンロールミシン, Rokkun rōru mishin) und Horie Toshiyuki für Oparaban (おぱらばん)
- 2000 Hoshino Tomoyuki für Mezameyo to Ningyo wa Utau (目覚めよと人魚は歌う)
- 2001 Aoyama Shinji für Eureka (Film) und  Nakahara Masaya für Arayuru Basho ni Hanataba ga… (あらゆる場所に花束が……)
- 2002 Ao Masatsugu für Nigiyaka na Wan ni Seowareta Fune (にぎやかな湾に背負われた船)
- 2003 Maijō Ōtarō für Asura Girl (阿修羅ガール, Ashura Gāru)
- 2004 Yahagi Toshihiko für Rarara Kagaku no Ko (ららら科學の子)
- 2005 Kashimada Maki für Rokusendo no Ai (六〇〇〇度の愛)
- 2006 Furukawa Hideo für LOVE
- 2007 Satō Yūya für 1000 no Shōsetsu to Backbeard (1000の小説とバックベアード, 1000 no Shōsetsu to Bakkubeādo)
- 2008 Tanaka Shinya Kireta Kusari (切れた鎖)
- 2009 Maeda Shirō für Natsu no Mizu no Hangyojin (夏の水の半魚人)
- 2010 Azuma Hiroki für Quantum Families (クォンタム・ファミリーズ, Kwontamu Famirīzu)
- 2011 Imamura Natsuko für Kochira amiko (こちらあみ子)
- 2012 Aoki Jungo für Watashi no inai kōkō (私のいない高校)
- 2013 Murata Sayaka für Shiroiro no machi no, sono hone no taion no (しろいろの街の、その骨の体温の)
- 2014 Motoya Yukiko für Jibun o suki ni naru hōhō (自分を好きになる方法)
- 2015 Ueda Takahiro für Watashi no Koibito (私の恋人)
- 2016 Hasumi Shigehiko für Hakushaku fujin (伯爵夫人)
- 2017 Miyauchi Yūsuke für Kabūru no sono (カブールの園)
- 2018 Koyata Natsuki für Mugen no gen (無限の玄)
- 2019 Mikoku Michiko für Ikare koro (いかれころ)
- 2020 Usami Rin für Kaka (かか)
- 2021 Norishiro Yūsuke für Tabisuru renshū (旅する練習)
- 2022 Okada Toshiki für Broccoli Revolution (ブロッコリー・レボリューション, Burokkori reboryūshon)
- 2023 Asahina Aki für Shokubutsu shōjo (植物少女)

## Mitglieder des Auswahlkomitees
von 1988 bis 1991
- Ōe Kenzaburō, Etō Jun, Nakagami Kenji, Tsutsui Yasutaka, Miyamoto Teru

von 1992 bis 1995
- Ishihara Shintarō, Etō Jun, Takahashi Genichiro, Tsutsui Yasutaka, Miyamoto Teru

von 1996 bis 1999
- Aono Sō, Ishihara Shintarō, Etō Jun, Tsutsui Yasutaka, Miyamoto Teru

von 2000 bis 2003
- Masahiko Shimada, Nobuko Takagi, Tsutsui Yasutaka, Kazuya Fukuda, Miyamoto Teru

von 2004 bis 2007
- Ogawa Yōko, Kawakami Hiromi, Tsujihara Noboru, Hirano Keiichirō, Machida Kō